# Dziewczyna gangstera
Dziewczyna gangstera (ang. Mad Dog and Glory) – komedia sensacyjna produkcji USA w reżyserii Johna McNaughtona. Światowa premiera filmu odbyła się 5 marca 1993. Czas trwania to 93 min.

## Obsada
- Robert De Niro – detektyw Wayne "Wściekły Pies" Dobie
- Uma Thurman – Glory
- Bill Murray – gangster Frank Milo
- David Caruso – Mike
- Tom Towles – Andrew
- Mike Starr – Harold
- Kathy Baker – Lee
- Derek Annunciation – Shooter
- Jack Wallace – Tommy
- Paula Killen – Irene

## Opis fabuły
Detektyw Wayne Dobie (Robert De Niro) jest człowiekiem spokojnym, wręcz wyciszonym. Przez piętnaście lat służby nie zdarzyło mu się sięgnąć po broń. Te cechy sprawiły, że koledzy z wydziału przezywają go przekornie "Wściekły Pies". Jednak pewnego dnia Dobie ratuje życie lokalnego gangstera Franka Milo (Bill Murray), za co otrzymuje na tydzień w rewanżu "prezent" w postaci pięknej barmanki Glory (Uma Thurman). W tym czasie Dobie i dziewczyna zakochują się w sobie, co nie podoba się groźnemu przestępcy.